# Cryptocentrus
Cryptocentrus là một chi của Họ Cá bống trắng

## Các loài
Chi này hiện hành có khoảng 35 loài sau đây được ghi nhận:
- Cryptocentrus albidorsus (Yanagisawa, 1978)
- Cryptocentrus bulbiceps (Whitley, 1953)
- Cryptocentrus caeruleomaculatus (Herre, 1933)
- Cryptocentrus caeruleopunctatus (Rüppell, 1830)
- Cryptocentrus callopterus H. M. Smith, 1945
- Cryptocentrus cebuanus Herre, 1927
- Cryptocentrus cinctus (Herre, 1936): Đây là loài bản địa ở Tây Thái Bình Dương, nơi nó có thể được tìm thấy ở độ sâu 1-25 mét (3,3-82,0 ft) trong vịnh ven biển và đầm phá. Loài này là sống chung với tôm gõ mõ. Loài cá này có thể dài đến 10 cm.
- Cryptocentrus cryptocentrus (Valenciennes, 1837)
- Cryptocentrus cyanospilotus G. R. Allen & J. E. Randall, 2011
- Cryptocentrus cyanotaenia (Bleeker, 1853)
- Cryptocentrus diproctotaenia Bleeker, 1876
- Cryptocentrus epakros G. R. Allen, 2015[2]
- Cryptocentrus fasciatus (Playfair (fr), 1867)
- Cryptocentrus flavus Yanagisawa, 1978
- Cryptocentrus inexplicatus (Herre, 1934)
- Cryptocentrus insignitus (Whitley, 1956)
- Cryptocentrus leonis H. M. Smith, 1931
- Cryptocentrus leptocephalus Bleeker, 1876
- Cryptocentrus leucostictus (Günther, 1872)
- Cryptocentrus lutheri Klausewitz, 1960
- Cryptocentrus malindiensis (J. L. B. Smith, 1959)
- Cryptocentrus maudae Fowler, 1937
- Cryptocentrus melanopus (Bleeker, 1860)
- Cryptocentrus multicinctus G. R. Allen & J. E. Randall, 2011
- Cryptocentrus nigrocellatus (Yanagisawa, 1978)
- Cryptocentrus niveatus (Valenciennes, 1837)
- Cryptocentrus octofasciatus Regan, 1908
- Cryptocentrus pavoninoides (Bleeker, 1849)
- Cryptocentrus polyophthalmus (Bleeker, 1853)
- Cryptocentrus pretiosus (Rendahl (de), 1924)
- Cryptocentrus shigensis N. Kuroda, 1956
- Cryptocentrus strigilliceps (D. S. Jordan & Seale, 1906)
- Cryptocentrus tentaculatus Hoese & Larson, 2004
- Cryptocentrus wehrlei Fowler, 1937
- Cryptocentrus yatsui Tomiyama, 1936